# 中山基地
中山基地（ちゅうざんきち、中文表記: 中山站、英文表記: Antarctic Zhongshan Station）は、南極圏内、東南極プリッツ湾ラーズマン丘陵にある中華人民共和国の観測基地。基地名称の由来は中国革命の父、孫文にちなむ。

## 概要
1989年1月26日に開設された、中華人民共和国第2の南極観測基地。中国極地研究所（PRIC）が管理している。基地には60名の観測隊員、25名の越冬隊員を収容することができる設備を持つ。

## 位置
中山基地は、南緯69度22分24秒 西経76度22分40秒 / 南緯69.37333度 西経76.37778度に位置する。これは東南極プリッツ湾ラーズマン丘陵に位置し、ロシアのプログレス基地と、オーストラリアのロー基地（夏季のみ）に近い。